# فيوليت باركلي
فيوليت باركلي (بالإنجليزية: Violet Barclay)‏ هي رسامة توضيحية أمريكية، ولدت في 5 نوفمبر 1922 في نيويورك في الولايات المتحدة، وتوفي بنفس المكان في 26 فبراير 2010.